# Bandylith
Bandylith ist ein sehr selten vorkommendes Mineral aus der Mineralklasse der „Borate“ (ehemals Carbonate, Nitrate und Borate, siehe Klassifikation). Es kristallisiert im tetragonalen Kristallsystem mit der chemischen Zusammensetzung Cu[Cl|B(OH)4], ist also chemisch gesehen ein basisches Kupfer-Borat mit zusätzlichen Chlor-Ionen.
Bandylith ist durchsichtig bis durchscheinend und entwickelt nur kleine, tafelige oder pyramidale Kristalle von wenigen Millimetern Größe, die meist in radialstrahligen Gruppen angeordnet oder zu flechtenartigen Aggregaten verwachsen sind. Seine Farbe variiert zwischen Dunkelblau und Grünlichblau, wobei der grünliche Farbton umso stärker wird, je mehr Atacamit-Einschlüsse er enthält. Unverletzte und unverwitterte Kristallflächen weisen einen glasähnlichen Glanz auf, Spaltflächen schimmern dagegen eher perlmuttartig.

## Besondere Eigenschaften
Bandylith ist vollkommen spaltbar senkrecht zur c-Achse. Dünne Spaltblättchen sind sehr biegsam und leicht verformbar. In Wasser zersetzt sich das Mineral und an der Luft verwittert es mit der Zeit zu Eriochalcit.

## Etymologie und Geschichte
Erstmals entdeckt wurde Bandylith 1935 in der „Queténa Mine“ nahe Chuquicamata in der Atacama-Wüste im Norden Chiles und beschrieben 1938 durch Charles Palache und William F. Foshag, die das Mineral nach seinem Entdecker Mark Chance Bandy benannten.

## Klassifikation
In der veralteten 8. Auflage der Mineralsystematik nach Strunz gehörte der Bandylith zur Mineralklasse der „Borate“ und dort zur Abteilung „Inselborate (Nesoborate)“, wo er gemeinsam mit Cahnit und Teepleit in der „Bandylith-Cahnit-Gruppe“ mit der Systemnummer Vc/A.06 steht.
In der zuletzt 2018 überarbeiteten Lapis-Systematik nach Stefan Weiß, die formal auf der alten Systematik von Karl Hugo Strunz in der 8. Auflage basiert, erhielt das Mineral die System- und Mineralnummer V/G.08-010. Dies entspricht der Klasse der „Nitrate, Carbonate und Borate“ und dort der Abteilung „Inselborate“, wo Bandylith zusammen mit Cahnit und Teepleit eine unbenannte Gruppe mit der Systemnummer V/G.08 bildet.
Die von der International Mineralogical Association (IMA) zuletzt 2009 aktualisierte 9. Auflage der Strunz’schen Mineralsystematik ordnet den Bandylith in die Klasse der „Borate“ und dort in die Abteilung „Monoborate“ ein. Hier ist das Mineral in der Unterabteilung „B(O,OH)4, ohne und mit zusätzlichen Anionen; 1(T), 1(T) + OH usw.“ zu finden, wo es als einziges Mitglied eine unbenannte Gruppe mit der Systemnummer 6.AC.35 bildet.
In der vorwiegend im englischen Sprachraum gebräuchlichen Systematik der Minerale nach Dana hat Bandylith die System- und Mineralnummer 25.01.04.02. Das entspricht der Klasse der „Carbonate, Nitrate und Borate“ und dort der Abteilung „Wasserfreie Borate mit Hydroxyl oder Halogen“. Hier findet er sich innerhalb der Unterabteilung „Wasserfreie Borate mit Hydroxyl oder Halogen“ in einer unbenannten Gruppe mit der Systemnummer 25.01.04, in der auch Teepleit eingeordnet ist.

## Bildung und Fundorte

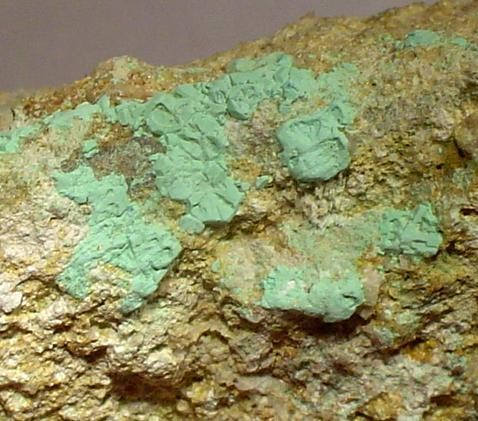
Pseudomorphose von Eriochalcit (Antofagastit) nach Bandylith aus der „Queténa Mine“, Chuquicamata, Región de Antofagasta, Chile (Gesamtgröße: 7,8 × 5,2 × 3,0 cm)

Bandylith bildet sich sekundär in der Auslaugungszone oberhalb massiver Eisensulfate. Als Begleitminerale kann neben Atacamit und dem Verwitterungsprodukt Eriochalcit unter anderem noch Starkeyit auftreten.
Neben seiner Typlokalität „Queténa Mine“ ist bisher (Stand 2013) nur noch die Umgebung der ebenfalls in der Región de Antofagasta im Norden Chiles liegende Hafenstadt Taltal als Fundort bekannt.

## Kristallstruktur
Bandylith kristallisiert tetragonal in der Raumgruppe P4/n (Raumgruppen-Nr. 85) mit den Gitterparametern a = 6,17 Å und c = 5,59 Å sowie zwei Formeleinheiten pro Elementarzelle.